# Święty Platon

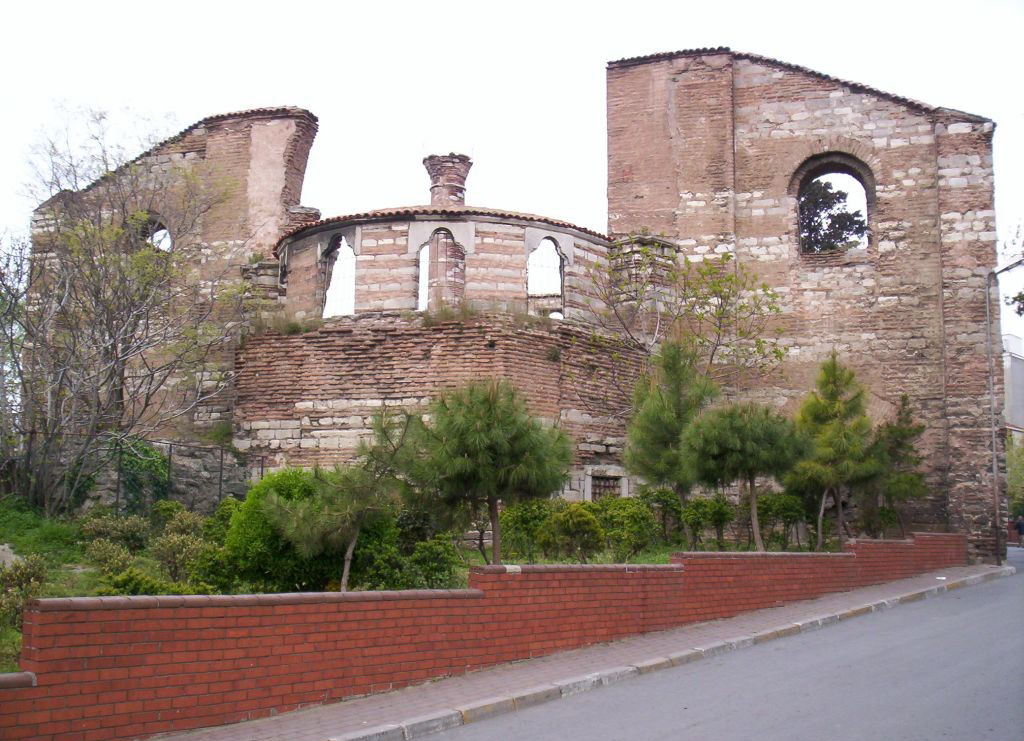
Miejsce działalności św. Platona klasztor Studion

Święty Platon (ur. ok. 740 w Konstantynopolu, zm. 4 kwietnia 814 tamże) – święty katolicki, igumen.
W Konstantynopolu gdzie był igumenem, występował w obronie świętych obrazów i zreorganizował klasztor w Studion. Następcą Platona był jego krewny św. Teodozjusz.
Jego wspomnienie obchodzone jest 4 kwietnia.